# Mir Fendereski
Mir Fendereski (persan : میرفِنْدِرِسْکی), de son nom complet Mir Abolghassem Mirfendereski (persan : میرابوالقاسم میرفندرسکی) (1640-1542), est un philosophe, poète et mystique iranien de l'ère safavide. Il a vécu un certain temps à Ispahan en même temps que Mir Damad, et a passé une grande partie de sa vie en Inde parmi les yogis et les zoroastriens. Il a été patronné par les cours safavide et moghole. Le célèbre philosophe persan Molla Sadra Chirazi a également étudié sous sa direction.

## Biographie
Peu d'informations nous sont parvenues à son sujet. Mir Fendereski serait né en 1562 et décédé en 1640. Il a acquis une réputation d'ascète à la cour de Shah Abbas à Ispahan. Lors de ses voyages à travers l'Inde, il serait devenu végétarien et aurait refusé de se rendre en pèlerinage à La Mecque, pour ne pas être obligé de sacrifier des moutons.
Mir Fendereski a été formé aux œuvres d'Avicenne, et a enseigné les compendiums médicaux et philosophiques avicéniens de l'Al-Qanun (Le Canon) et de l'Al-Shifa (La Guérison) à Ispahan.

## Œuvres
Un certain nombre d'œuvres lui sont attribuées, bien que celles-ci n'aient pas été étudiées en détail. Dans son vaste commentaire sur la traduction persane du Mahabharata (Razm-Nama en persan) et la version de Nizam al-Din Panipati du Yoga Vasistha, il se plaint de la qualité de la traduction, ce qui implique qu'il connaissait le sanskrit. Il faisait partie d'un groupe de Persans à la cour moghole qui s'intéressaient à la pensée indienne.
Parmi ses œuvres les plus célèbres figurent "Resâle Sanaie", "Resâleh dar kimiyâ" et "Šahre ketabe mahârat", en langue persane. Il était également poète et a composé une longue ode philosophique (qaṣida ḥekmiya) en imitation et en réponse au penseur ismaélien persan Nasir e Khosraw. Son œuvre la plus connue est intitulée al-Resāla al-ṣenāʿiya, un examen des arts et des professions dans une société idéale. L'importance de ce traité réside dans le fait qu'il combine plusieurs genres et domaines : la pensée politique et éthique, les miroirs pour princes, la métaphysique et le sujet critique des classifications des sciences.